# 桑頓鎮區 (伊利諾伊州庫克縣)
桑頓鎮區（英語：Thornton Township）是位於美國伊利諾伊州庫克縣的一個行政鎮區。

## 地方資料
根據2010年美國人口普查的數據，桑頓鎮區的面積為122.80平方千米，當中陸地面積為121.50平方千米，而水域面積為1.30平方千米。當地共有人口167813人，而人口密度為每平方千米1,366.56人。